# Podzamcze (powiat buski)
Podzamcze – wieś w Polsce położona w województwie świętokrzyskim, w powiecie buskim, w gminie Nowy Korczyn.
W latach 1975–1998 miejscowość należała administracyjnie do województwa kieleckiego.
Wieś położona jest na prawym brzegu Nidy, naprzeciw Nowego Korczyna. Znajdował się tu kiedyś zamek królewski, wzniesiony przez Kazimierza Wielkiego i zniszczony przez Szwedów w XVII w.
W skład wsi wchodzi Zawodzie, o odrębnej przeszłości administracyjnej.